# Maud Hansson Fissoun
Maud Hansson Fissoun, född Hansson 5 december 1937 i Stockholm, död 1 oktober 2020 i Stockholm, var en svensk skådespelare.

## Biografi

### Tidiga år
Hansson spelade teater som barn och hon var ute på sin första turné med Riksteatern 1943, innan hon ens hunnit fylla sex år. Hon gjorde då ett troll i Per Lindbergs iscensättning av Ibsens Peer Gynt, med sin blivande teaterlärare Naima Wifstrand som Mor Åse.
Hon var 17 år när hon hösten 1955 blev antagen vid Malmö stadsteaters elevskola. Hennes första roll på stadsteatern var som Lilla Polyxeme i Jean Giraudouxs Trojanska kriget blir inte av som teaterns chef Lars-Levi Læstadius satte upp hösten 1956.
Hon filmdebuterade i Kenne Fants långfilm Tarps Elin (1956). Men av större betydelse var att Ingmar Bergman redan efter första året på elevskolan gav henne rollen som Häxan som bränns på bål i Det sjunde inseglet. Året därpå medverkade hon i Smultronstället, och när Bergman 1958 gjorde TV-teater av 1500-talspjäsen Venetianskan spelade Hansson tjänsteflickan Nena.

### Malmö stadsteater
Hansson gick ut elevskolan sommaren 1958 men stannade ytterligare tre år på Malmö stadsteater och medverkade i sexton uppsättningar fram till 1961. Anmärkningsvärt nog gjorde hon återigen rollen som trollunge när Ingmar Bergman 1957 satte upp Ibsens Peer Gynt med Max von Sydow i titelrollen.
Hon medverkade också i de båda Bergman-föreställningar som 1959 fick åka på gästspel utomlands: Sagan av Hjalmar Bergman som gavs på Théâtre Sarah Bernhardt (nuvarande Théâtre de la Ville) i Paris och Goethes Faust som spelades på Princes Theatre (nuvarande Shaftesbury Theatre) i London.
Andra betydande roller i Malmö var Agnes Webster i William Saroyans Underbara människor och Flickan i samme Saroyans Världen är vi med Gudrun Brost och Åke Engfeldt, båda i regi av Yngve Nordwall. Samt Aksinja Danilova i Aleksandr Ostrovskijs Som man ropar i skogen.
När Læstadius lämnade Malmö tog han med sig ett antal skådespelare till Stockholms stadsteater. Men Hansson stannade kvar under Gösta Folkes första år som chef och medverkade bland annat i Félicien Marceaus komedi Satsa på rött med Berta Hall.

### Stockholms stadsteater
Hon anslöt till ensemblen vid Stockholms stadsteater 1961 och stannade där till och med våren 1969.
Regissören Hans Dahlin som hade kontakter med Berliner ensemble och tidigt satte upp Brecht, var under några år verksam vid stadsteatern. Hansson hade framträdande roller i hans båda Brecht-uppsättningar, som Grusche i Den kaukasiska kritcirkeln, 1963 med Ingvar Kjellson och Tor Isedal. Året därpå gjorde hon Polly i Tolvskillingsoperan med Toivo Pawlo, Gerd Hagman och Monica Zetterlund som Krog-Jenny.
Hon spelade Nancy i Ann Jellicoes Greppet i Per Verner-Carlssons regi. Även i stadsteaterns andra Jellicoe-uppsättning Stora smällen som Johan Bergenstråhle satte upp 1966 hade Hansson en betydande uppgift.
Andra viktiga roller var Hazel Niles i Olof Molanders uppsättning av Eugene O'Neills drama Klaga månde Elektra, Kersti i Strindbergs Kronbruden och Elsa i Draken av Jevgenij Sjvarts (1967).

### Frilansåren
Hennes mest kända roll är säkerligen den som pigan Lina i Olle Hellboms tre filmer om Emil i Lönneberga 1971–1973 med Jan Ohlsson, Lena Wisborg, Allan Edwall, Emy Storm och Björn Gustafson i rollerna. Hanssons komiska förmåga gav utdelning i en roll som annars lätt kunde ha blivit osympatisk, och hennes sångröst kom till pass då Astrid Lindgren lade många visor och skillingtryck i pigans mun, inte minst signatursången "Hujedamej sånt barn han var".
1975 återvände hon som gäst till Malmö stadsteater och medverkade i Fem kvinnor med Hanna Landing, Betty Tuvén, Brita-Lena Sjöberg och Mona Åstrand.
Hon flögs upp från Grekland för att överta rollen som Masja i Tjechovs Tre systrar på Helsingborgs stadsteater våren 1978 och imponerade på ensemblen med sin säkerhet och förmåga att snabbt kunna repliker och alla scenerier.
Med rollen som kokerskan Laina i Brechts Herr Puntila och hans dräng Matti återvände hon 1985 som gäst till Stockholms stadsteater.
Hansson har medverkat i drygt 25 film- och TV-produktioner men även varit verksam vid radioteatern. Hon spelade Varja i Ernst Günthers uppsättning av Körsbärsträdgården på TV-teatern (1969) i en ensemble med bland andra Margaretha Krook och Jan-Olof Strandberg. Hon gjorde framträdande roller i TV-serier som Pelle Jansson (1973), Tjocka släkten (1975) och spelade servitrisen Märta i Goda grannar (1988).
Hanssons sista scenframträdande var i Staffan Göthes En natt i februari på Uppsala stadsteater våren 1989.

### Privat
Hon var 1965–1982 gift med den grekisk-ryske skådespelaren Petros Fissoun (1933–2016) och var då tidvis bosatt i Grekland. Maud Hansson är begravd på Galärvarvskyrkogården i Stockholm.

## Filmografi (i urval)
- 1956 – Tarps Elin
- 1957 – Det sjunde inseglet
- 1957 – Smultronstället
- 1958 – Venetianskan (TV-film)
- 1961 – Karneval
- 1963 – En vacker dag
- 1970 – Körsbärsträdgården (TV-serie)
- 1971 – Amala Kamala
- 1971 – Emil i Lönneberga
- 1972 – Nya hyss av Emil i Lönneberga
- 1973 – Emil och griseknoen
- 1973 – Pelle Jansson (TV-serie)
- 1975 – Tjocka släkten (TV-serie)
- 1980 – Törnrosa (fen Magdalena i omdubbningen av Disneyfilmen)
- 1981 – Rasmus på luffen
- 1981 – Skärp dig, älskling! (TV-serie)
- 1982 – Barnet (TV-serie)
- 1988 – Goda grannar (TV-serie)
- 1991 – Basaren

## Teater

### Roller (ej komplett)
| År   | Roll                 | Produktion                                                                                              | Regi                 | Teater                   |
| ---- | -------------------- | --- | -------------------- | ------------------------ |
| 1956 | Lilla Polyxene       | Trojanska kriget blir inte av (La guerre de Troie n'aura pas lieu) Jean Giraudoux                       | Lars-Levi Laestadius | Malmö stadsteater        |
| 1957 | Trollunge            | Peer Gynt Henrik Ibsen                                                                                  | Ingmar Bergman       | Malmö stadsteater        |
| 1957 | Agnes Webster        | Underbara människor (The Beautiful People) William Saroyan                                              | Yngve Nordwall       | Malmö stadsteater        |
| 1958 |                      | Sagan Hjalmar Bergman                                                                                   | Ingmar Bergman       | Malmö stadsteater        |
| 1958 |                      | Ur-Faust Johann Wolfgang von Goethe                                                                     | Ingmar Bergman       | Malmö stadsteater        |
| 1960 | Aksinja Danilova     | Som man ropar i skogen (лес) Alexander Ostrovskij                                                       | Lars-Levi Laestadius | Malmö stadsteater        |
| 1960 | Jacqueline           | Oscar - eller En halv million i kappsäcken (Oscar) Claude Magnier                                       | Åke Engfeldt         | Malmö stadsteater        |
| 1960 |                      | Satsa på rött (La Bonne Soupe) Felicien Marceau                                                         | Sam Besekow          | Malmö stadsteater        |
| 1962 | Fnask 2 Kvinnan      | Tjuvar, lik och fala qvinnor Dario Fo                                                                   | Hans Dahlin          | Stockholms stadsteater   |
| 1963 | Grusche              | Den kaukasiska kritcirkeln (Der kaukasische Kreidekreis) Bertolt Brecht                                 | Hans Dahlin          | Stockholms stadsteater   |
| 1963 | Nancy                | Greppet (The Knack) Ann Jellicoe                                                                        | Per Verner-Carlsson  | Stockholms stadsteater   |
| 1964 | Konfirmanden Djemila | Skärmarna (Les Paravents) Jean Genet                                                                    | Per Verner-Carlsson  | Stockholms stadsteater   |
| 1964 | Polly Peachum        | Tolvskillingsoperan (Die Dreigroschenoper) Kurt Weill och Bertolt Brecht                                | Hans Dahlin          | Stockholms stadsteater   |
| 1965 | Medverkande          | 13 quinnor Sandro Key-Åberg, Sonja Åkesson, Robert Broberg, Björn Lindroth, Lars Löfgren och Carl Anton | Christian Lund       | Stockholms stadsteater   |
| 1966 | Greta                | Stora smällen (The Sport of My Mad Mother) Ann Jellicoe                                                 | Johan Bergenstråhle  | Stockholms stadsteater   |
| 1966 | Maggy                | Fruar på vift (Le dindon) Georges Feydeau                                                               | Etienne Glaser       | Stockholms stadsteater   |
| 1967 |                      | Draken (дракона, drakona) Jevgenij Schwartz                                                             | Frank Sundström      | Stockholms stadsteater   |
| 1969 | Leonora              | Den rastlöse herrn (Den stundesløse) Ludvig Holberg                                                     | Frank Sundström      | Stockholms stadsteater   |
| 1975 |                      | Fem kvinnor Bjørg Vik                                                                                   | Eva Sköld            | Malmö stadsteater        |
| 1976 |                      | Jösses flickor - befrielsen är nära Susanne Osten/Margareta Garpe                                       | Jan Lewin            | Malmö stadsteater        |
| 1976 | Josephine            | Ett resande teatersällskap August Blanche                                                               | Mimi Pollak          | Parkteatern              |
| 1978 | Masja                | Tre systrar (Три сeстры, Tri sestry) Anton Tjechov                                                      | Hans Polster         | Helsingborgs stadsteater |
| 1978 | Sara Leibowitz       | Fred på jorden (O Conto do Vigário) Joao Bethencourt                                                    | Pi Lind              | Parkteatern              |
| 1980 |                      | Mallgrodan (Toad of Toad Hall) A.A. Milne (Kenneth Grahame)                                             | Jan de Laval         | Maximteatern             |
| 1985 | Laina, kokerskan     | Herr Puntila och hans dräng Matti (Herr Puntila und sein Knecht Matti) Bertolt Brecht                   | Fred Hjelm           | Stockholms stadsteater   |
| 1989 |                      | En natt i februari Staffan Göthe                                                                        | Lars G. Wik          | Uppsala stadsteater      |